# Mariano Medina Iglesias
Mariano Medina Iglesias (Oviedo, 17 de febrero de 1933-ibídem, 13 de agosto de 2013) fue un árbitro internacional de fútbol español.

## Trayectoria deportiva
Permaneció en la máxima categoría del fútbol español durante 15 temporadas, desde la 1964-65 hasta la 1978-79; arbitró 150 partidos de liga y 26 de copa. Su debut en la Primera División fue el día 22 de noviembre de 1964 en el estadio de Riazor de La Coruña, en el partido que enfrentó al RCD La Coruña con el RCD Espanyol, que terminó con el resultado de uno a cuatro a favor de los catalanes. Su partido de despedida del fútbol profesional fue el día 26 de mayo de 1979 en el estadio de Sarriá de Barcelona, en el partido que enfrentó al RCD Espanyol con el Burgos CF, el cual finalizó con el resultado de victoria local por uno a cero.
Durante los 150 partidos dirigidos en la máxima categoría expulsó a 16 jugadores y sacó 136 tarjetas amarillas (que no fueron usadas hasta 1970). En esos partidos, 93 veces obtuvo la victoria el equipo local, 16 veces el visitante y 41 veces fue empate. El equipo que más veces dirigió fue el Atlético de Madrid, en 36 ocasiones, con trece victorias, trece empates y diez derrotas de los colchoneros. El equipo que más partidos ganó de los dirigidos por Medina Iglesias fue el Athletic Club, que logró la victoria en catorce de las 23 veces que lo arbitró. El equipo que más derrotas cosechó fue el Elche CF, con once derrotas en 21 partidos. El 29 de junio de 1973 pitó la final de la Copa 1973 entre el Athletic Club y el CD Castellón con triunfo final para los vizcaínos por dos goles a cero.
A nivel internacional, ejerció como el representante español en las Olimpiadas de México de 1968, en las que dirigió un partido. También dirigió partidos en la fase de clasificación de la Eurocopa 1972 (el Checoslovaquia - Gales de 1971) y de la copa de la UEFA, como la semifinal entre el Tottenham Hotspur y el AC Milan de 1972.